# Фрідман Олексій Максимович
Олексій Максимович Фрідман (17 лютого 1940, Москва — 29 жовтня 2010, Єрусалим) — радянський і російський учений, спеціаліст в галузі астрофізики та фізики гравітуючих систем. Академік РАН (2000, член-кореспондент з 1994), лауреат Державної премії СРСР (1989), двічі лауреат Державної премії Росії (2003, 2008).

## Біографія
Народився в сім'ї хірурга, доктора медичних наук Максима Юхимовича Фрідмана (1903—1990) та вчительки французької мови Феліції Яківни Шейнбаум (1907—1999). З боку батька сім'я була впродовж поколінь пов'язана з медициною: дід Юхим Іванович (Хаїм Ізраїлевич) Фрідман був земським лікарем, бабуся Рахіль (Марія) Едуардівна Гіллельсон — зубним лікарем. Двоюрідний брат батька — історик літератури Максим Ісаакович Гіллельсон.
У 1963 році Олексій Фпідман закінчив Новосибірський державний університет, потім навчанвся в аспірантурі. В 1966—1969 працював молодши науковим співробітником Інституту ядерної фізики Сибірського відділення АН СРСР, а в 1969—1971 — старшим науковим співробітником. У 1971 році переведений на посаду завідувача лабораторії ІЗМІРАН і працював на цій посаді до 1979 року. У 1972 здобув ступінь доктора фізико-математичних наук. Одночасно в 1963—1966 асистент, 1966—1971 — доцент, а з 1971 по 1979 — завідувач кафедри Іркутського державного університету.
В 1979році переїхав до Москви. З 1979 по 1985 був старшим науковим співробітником, а з 1985 по 1986 — завідувачем відділом та провідним науковим співробітником Астроради АН СРСР. З 1979 по 1986 рік працював професором у МФТІ, потім з 1986 року — в Інституті астрономії РАН. З 1991 член Комісії оргкомітету Міжнародного астрономічного союзу.
Помер 29 жовтня 2010 року в Єрусалимі, похований у Москві на Троєкурівському цвинтарі.

## Наукова діяльність

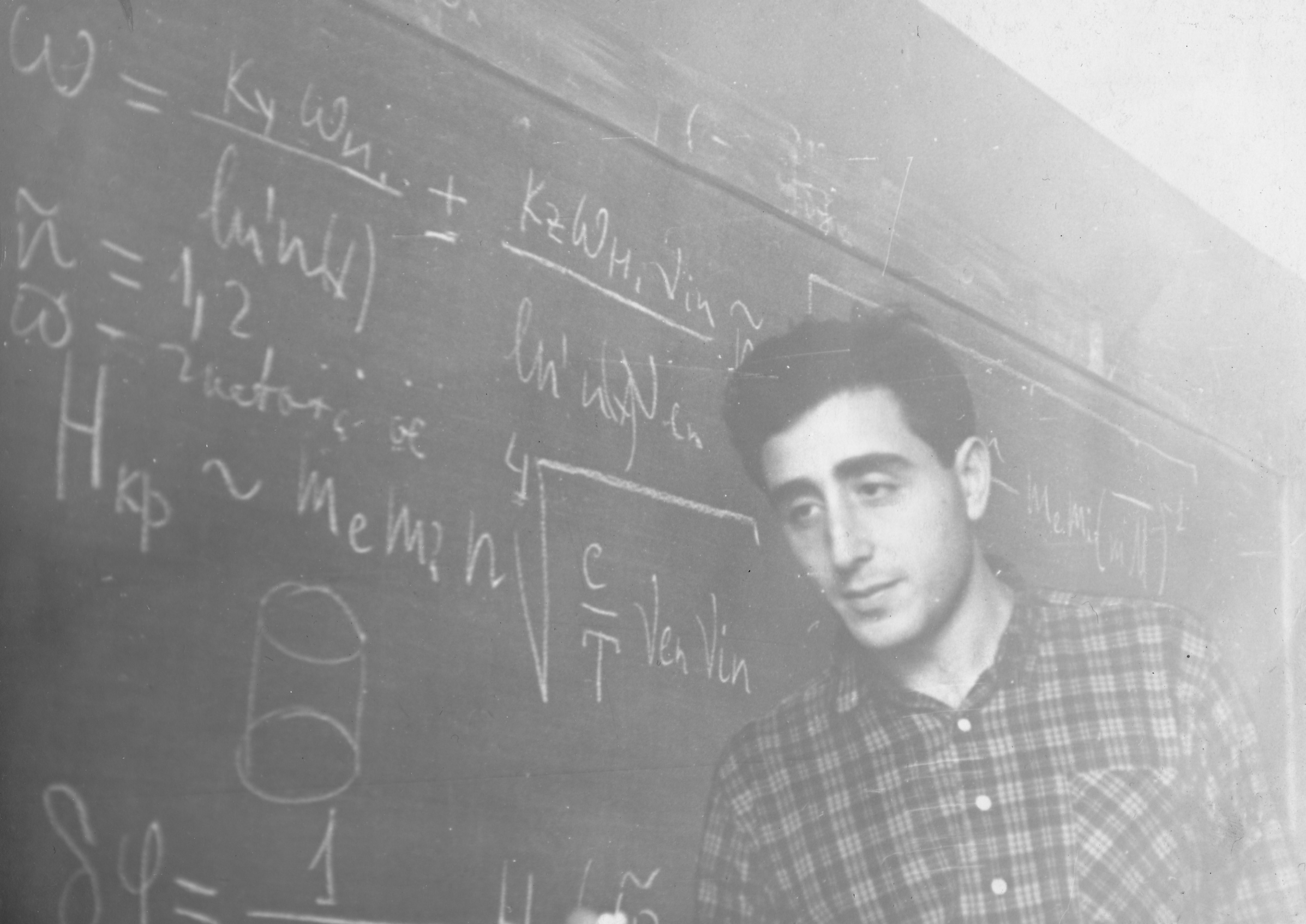
Олексій Фрідман у 1970-і роки

У 1971—1985 роках Фрідман побудував теорію планетних кілець і передбачив відкриті згодом малі супутники Урана. 1972—1996 він створив гідродинамічну теорію спіральної структури галактик. 1975—1995 відкрив нові типи нестійкостей гравітуючого середовища.
Автор близько 250 наукових праць з фізики плазми, квантової фізики твердого тіла, теоретичної фізики, космології, релятивістської астрофізики, загальних питань гравіфізики, динаміки зоряних систем, гравігідродинаміки, нелінійної динаміки, солітонів, ударних хвиль проблем утворення спіральної структури галактик, лабораторного моделювання утворення спірально-вихрової структури, динаміки акреційних дисків, космогонії, фізики планетних кілець.

## Суспільна позиція
У 1968 році підписав «лист сорока шести» проти порушення законності на судовому процесі над правозахисниками в Москві в 1968, відомому як «справа чотирьох».

## Монографії
- Равновесие и устойчивость гравитирующих систем (1984, в соавт.);
- Physics of Gravitating Systems (т. 1 — 2, 1984);
- Физика планетных колец (т. 1 — 2, 1994).

## Нагороди
- Орден «Манас»[en] III ступеня (3 вересня 2004 року, Киргизстан) — за особливі заслуги в розвитку киргизько-російського співробітництва в галузі науки і освіти[5]
- Державна премія СРСР (1989) (спільно з Миколаєм Горькавим)
- Державна премія Російської Федерації (2003)[6]
- Державна премія Російської Федерації в галузі науки і технологій (2008)[7] (спільно з Дмитром Варшаловичем[ru] та Анатолієм Черепащуком[ru])
- Премія «Тріумф»